# 梅維尤 (密蘇里州)
梅維尤（英語：Mayview）是位於美國密蘇里州拉法葉縣的城市。

## 人口
根據2020年美國人口普查的數據，梅維尤的面積為0.41平方千米，皆為陸地。當地共有人口208人，而人口密度為每平方千米507人。